# Kaitz
Kaitz  ist ein Stadtteil von Dresden, am südlichen Stadtrand im Stadtbezirk Plauen, und wurde dem statistischen Stadtteil Kleinpestitz/Mockritz zugeteilt.

## Lage

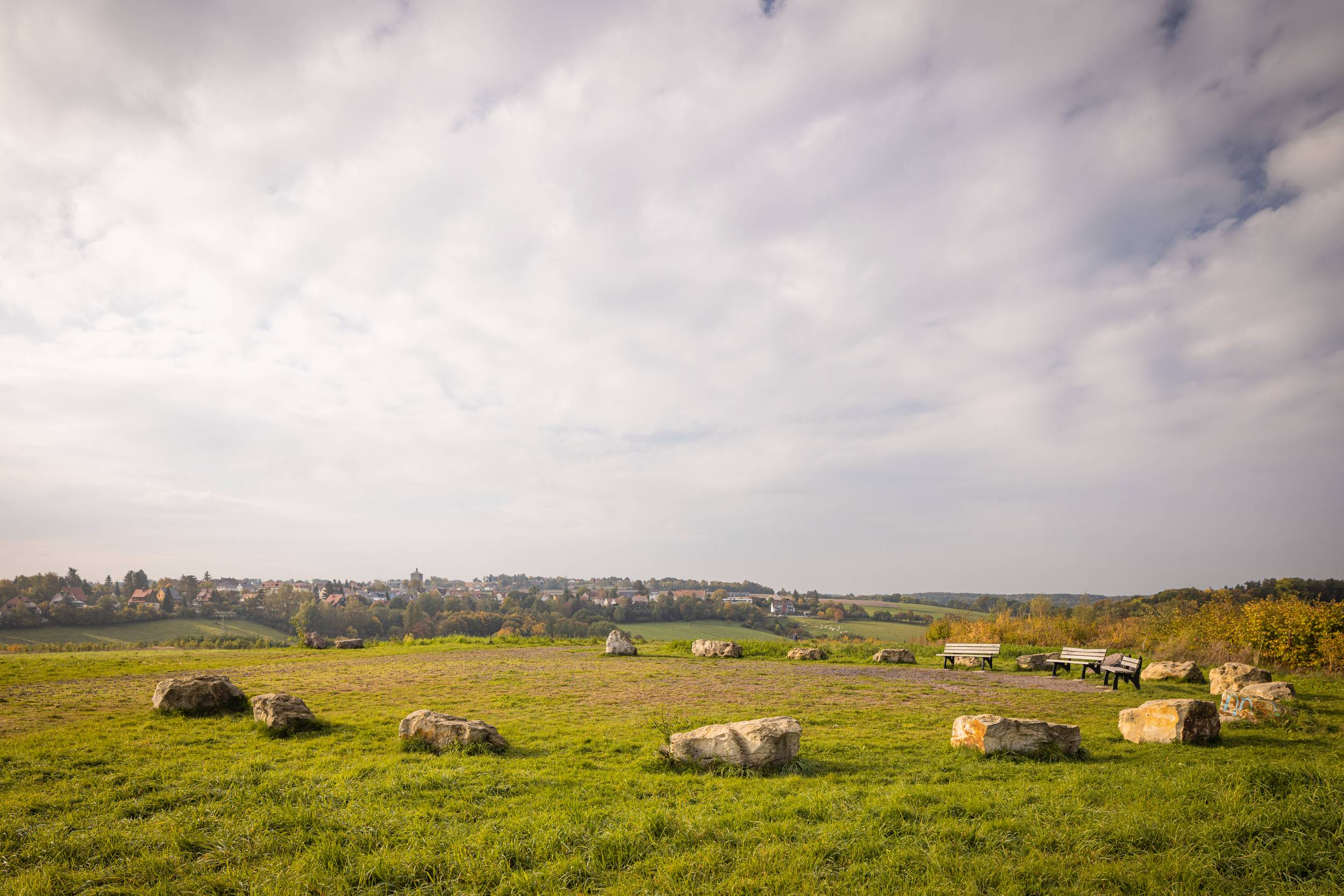
Aussichtspunkt auf der Kaitzer Höhe

Kaitz liegt südlich der Dresdner Südhöhe (einschließlich Kaitzer Weinberg) zu beiden Ufern des Kaitzbaches (ehemals Grundbach), wo er von der B 170 gequert wird, nördlich der Autobahnanschlussstelle Dresden-Südvorstadt der A 17. Die erste Verbindung von Dresden über Kaitz nach Bannewitz war die Bannewitzer Straße, deren zu steile Wegführung (für Karren und später auch Fahrzeuge modernerer Art) zum Bau der das „Kaitzer Loch“ umfahrenden Possendorfer Straße führte. Für den Autoverkehr wurde 1925 die Innsbrucker Straße, jetzt B 170, fertiggestellt, die den gesamten Ort Kaitz umfährt, und die 2003, als Autobahnzubringer für die A 17 vierspurig ausgebaut, übergeben wurde. Obwohl der Dresdner Hauptbahnhof nur 5 km entfernt ist, hat sich der dörfliche Charakter von Kaitz bis heute erhalten.
Südwestlich vom Ortskern auf der ehemaligen Halde von Gittersee befindet sich die Kaitzer Höhe (244 m; Koordinaten: 51,00919° N, 13,70961° O).

## Geschichte
Die erstmalige urkundliche Erwähnung stammt vom 31. März 1206 aus einem Schiedsspruch Dietrich des Bedrängten (Urkunde, die auch die Ersterwähnung Dresdens beinhaltet), bei dem der burggräflich-dohnaische Dienstadelige Burchard von Kiz als Ortskundiger mitwirkte, der auch Gründer von Rabenau sein soll. Der Name Kiz (Kiez) stammt aus dem Slawischen und steht für eine Ansiedlung in einer sumpfigen Niederung mit Knüppeldamm (tschechisch: kyj = Keule, Knüppel; altsorbisch: Kyjici = Leute eines Kiez).
1408 erfolgten weitere urkundliche Erwähnungen in Besitzurkunden Dresdner Bürger im Dorf „Kyczsch“.

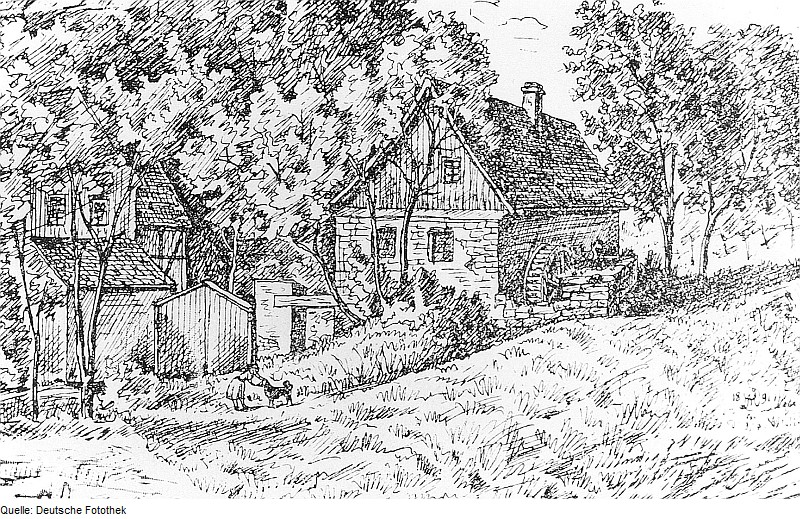
Ehrlichsmühle im Kaitzbachtal (1890)

1547 war die Familie von Militz auf Scharfenberg Eigentümer von Kaitz. 1636 kaufte Frau von Taube zu Kaitz ein Zweihufengut, das sie 1645 an den Salzkassenverwalter Martin Lehmann wieder veräußerte, der in Kaitz bereits ein Mühlgut (eine von vier damals existierenden Mühlen am Kaitzbach, Hofemühle, Altkaitz Nr. 6) besaß.
Ausgangspunkt für die weitere Entwicklung des „Kietzes“ war 1656 der Zukauf weiterer Kaitzer Bauerngüter durch Lehmann sowie 1667 dessen Belehnung mit Rechten über vier Amtsuntertanen durch Kurfürst Johann Georg II., wodurch seine Besitzungen sich zum Herrschaftsgut Kaitz erweiterten, aus dem 1672 das Erb- und Allodialgut und spätere Amtslehngut entstand (Dorf „Keitz“ mit eigenem Gemeindesiegel). 1690 ersteigerte der Dresdner Ratsherr Johann Sigismund Küffner das Gut.
In späteren Erwähnungen variiert der Name des Ortes von Keiz über Keyditz, Kaiditz bis zum heutigen Kaitz.
Aus dem Jahr 1473 existiert eine Eintragung, aus der hervorgeht, dass für Baumaßnahmen an dem auf dem Altmarkt befindlichen Dresdner Rathaus die Stadt Dresden in der Nähe von Altkaitz Plänersteine brechen ließ. Aus dem damals vorhandenen Steinbruch wurde auch Baumaterial für die Gebäude des Gutes und der Tagelöhnerhäuser an der Possendorfer Straße verwendet.
Ab 1736 gab es in Kaitz eine Schulstube („Winkelschule“, im 1. Stock des Wohnhauses Altkaitz Nr. 5, ab 1840 als Nebenschule von Leubnitz anerkannt) für die Kaitzer Kinder, die bis dahin nach Leubnitz in die Kirchschule gehen mussten. Im Jahre 1844 erhielt Kaitz ein eigenes Schulgebäude (am Franzweg, benannt nach dem Bürgermeister Franz, der Verdienste am Bau der Schule, wie z. B. am Erwerb des Grundstückes, hatte), das in den Jahren 1868, 1888 und 1906 erweitert wurde, und in das sogar Kinder aus dem Dresdner Süden und aus den Nachbargemeinden zur Schule gingen. Nach der Eingemeindung als 71. Volksschule bezeichnet, trug sie zu DDR-Zeiten den Namen 71. POS „Wilhelm Dieckmann“ und heißt heute 71. Grundschule „Am Kaitzbach“.

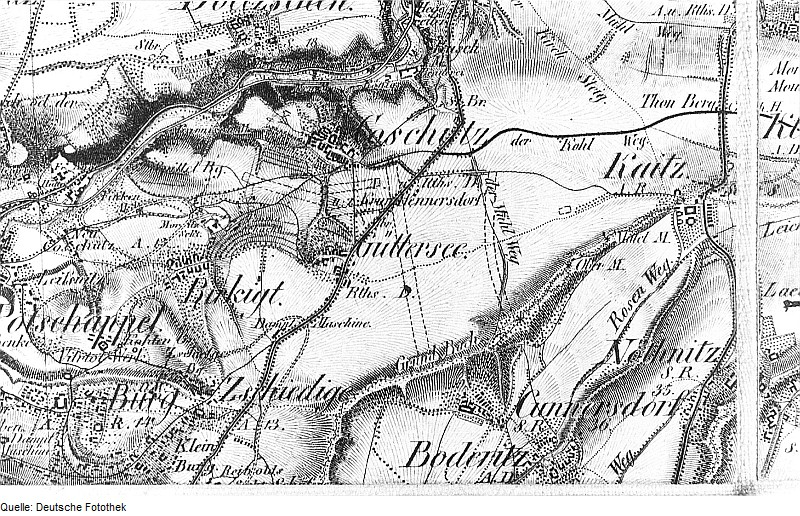
Kaitz und benachbarte Dörfer auf einer Karte aus dem 19. Jahrhundert

Im August bis September 1813 gehörte Kaitz zu den Dörfern, die durch die Schlacht um Dresden (Befreiungskriege) zwischen den Truppen der Verbündeten und Napoleons schwer in Mitleidenschaft gezogen wurden. Die Wiese am südlichen Kaitzbachufer, auf der die Verwundeten verarztet wurden, heißt noch heute im Volksmund „Tränenwiese“. Durch die Franzosen, die, wie auch vor ihnen schon die Schweden während des Dreißigjährigen Krieges (1618–1648) die Taktik der verbrannten Erde praktizierten, wurde Altkaitz am 11. Oktober 1813, vor der Einnahme durch die russischen Truppen, zum großen Teil eingeäschert. Kurz darauf begann der Wiederaufbau, der z. B. durch die Jahreszahl 1814 am Grundstück Altkaitz 4 belegt ist.
Die Entstehung einiger Mietshäuser an der Boderitzer Straße sowie auf den Terrassen des ehemaligen Weinberges (hier auch Eigenheime, u. a. auch das Geburtshaus des 1942 als Häftling im KZ Dachau verstorbenen Pfarrers Paul Richter) führten Mitte bis Ende des 19. Jahrhunderts zur Entstehung eines größeren Gemeindeteils, der mit dem Gut nichts zu tun hatte.
Eine starke Zunahme der Einwohnerschaft, die auch zur Gründung mehrerer Einzelhandels- und Handwerksgeschäfte (u. a. Druckerei Röhner, Schuster Dietze), wie auch einiger Gaststätten (u. a. Ratskeller, Gasthof Kaitz, Sängereiche, Café Weinberg) führte, verbuchte Kaitz ab 1892 mit dem Bau der Würfelhäuser (zum Teil von Eisenbahnerfamilien bewohnt und daher auch Eisenbahnerhäuser genannt) an der Boderitzer Straße. Die Sängereiche, Namensgeber des gleichnamigen Lokals, ist ein 1885 gepflanzter Gedenkbaum in Dresden.
Seit Ende des 19. Jahrhunderts war der Kaitzgrund ein beliebtes Naherholungsgebiet der Dresdner (bachabwärts befinden sich der alte Ortskern von Mockritz (Altmockritz), das Freibad Mockritz und ein Campingplatz). Umweltsünden in älterer (Mülldeponie der Stadt Dresden am Hang des Kaitzgrundes oberhalb von Kaitz) und neuerer Zeit (Abraumhalden des Gitterseer Uranbergwerkes der Wismut im oberen Teil des Kaitzgrundes sowie radioaktive Verseuchung des Kaitzbaches in der DDR-Zeit) führten zum Nachlassen der Attraktivität als Naherholungsgebiet. Unweit des Grundstückes Altkaitz Nr. 5 erinnert ein Gedenkstein an die im Ersten Weltkrieg gefallenen Kaitzer Bürger.
Seit 1905 besteht in Kaitz eine Schrebergartenkolonie (Frühauf Kaitz, Gartenheim ist bewirtschaftet), die auf hochwassergefährdetem Wiesengelände am südlichen Kaitzbachufer, vom Amtslehngut dazumal kostenlos zur Nutzung überlassen angelegt wurde. Der Boden ist vom jetzigen Eigentümer, der Stadt Dresden, gepachtet.
1920 wurden der Ort Kaitz und das Amtslehngut Kaitz zu einer Gemeinde vereinigt.
Seit dem 1. April 1921 ist Kaitz nach Dresden eingemeindet.
1945 wurde das Gutsland im Rahmen der Bodenreform in der sowjetischen Besatzungszone unter 12 Neubauern aufgeteilt. Zu DDR-Zeiten gab es in Kaitz eine LPG (1952 zunächst Kaitzer LPG Fortschritt, dann zur Bannewitzer LPG zugeschlagen), die sich mit Feldwirtschaft und auch Schweinemast im großen Stil befasste. Der daraus resultierende Gestank wurde je nach Windrichtung in die Nachbarorte getragen und brachte dem Ort den damals durchaus nicht selten gebrauchten Beinamen „Schweinekaitz“ ein. Die damalige PGH Fleischerhandwerk hatte im Gegensatz dazu einen wesentlich besseren Ruf, denn viele Dresdner sicherten hier ihre Fleisch- und Wurstversorgung. Auch die PGH des Friseurhandwerks, in einem stets hochwassergefährdeten und 1984 vom Kaitzbach zerstörten Gebäude an der Kaitzbachbrücke residierend, hatte ihre Kunden überwiegend im Dresdner Süden. Es gab zu dieser Zeit in Kaitz auch eine Firma (Nagetusch), die Camping-Anhänger baute. Einer ihrer Kunden soll der damals noch in Dresden beheimatete Eberhard Cohrs gewesen sein.

## Gegenwart
Ein Großteil der früheren Ausflugs- und Tanzgaststätten in Kaitz und der näheren Umgebung existiert heute nicht mehr. Allerdings gibt es drei Autohäuser, den Fanshop der Dresden Monarchs, einen Malermeister, ein Sonnenschutz-/Markisengeschäft, einen Friseur sowie eine Hebamme.

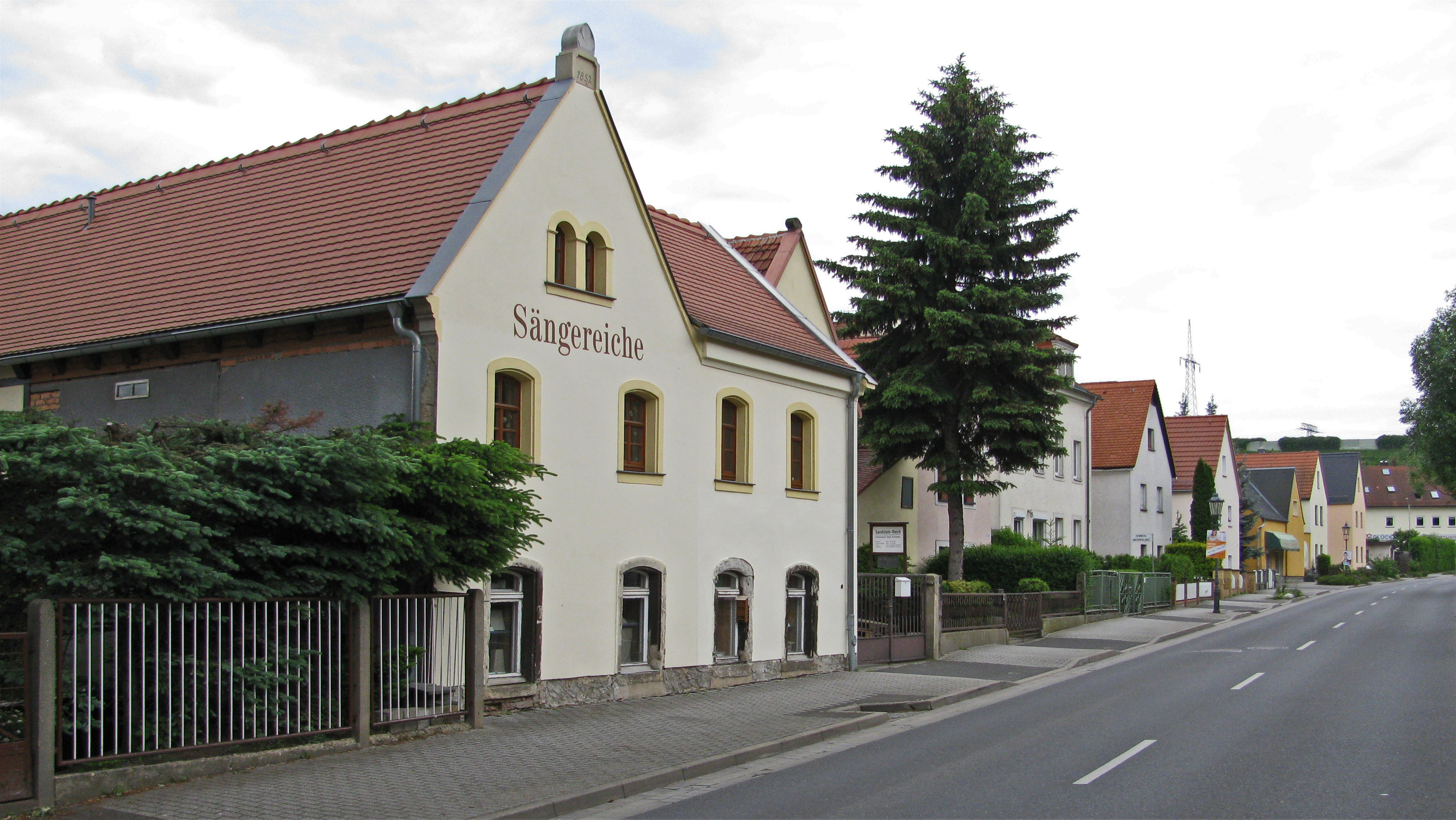
Gebäude entlang der Possendorfer Straße in Kaitz

Vor einigen Jahren hat sich der Geschichtsverein Kaitz gegründet, der sich zur Aufgabe macht, die Geschichte von Kaitz und Umgebung noch genauer zu erforschen, zu belegen und der Öffentlichkeit zu unterbreiten. Seit September 2007 gibt es mit dem Ortsstein an der Kreuzung Possendorfer Straße/Altkaitz ein weiteres sichtbares Zeichen dieser Aktivitäten.
Direkt am Kaitzbach gelegen befindet sich die Stadtteilfeuerwehr Kaitz (Freiwillige Feuerwehr) der Dresdner Feuerwehr. Sie betreibt auch eine Jugendfeuerwehr und wurde im Jahr 2019 zu 472 Einsätzen gerufen. Als Einsatzfahrzeug steht ihr ein Hilfeleistungslöschgruppenfahrzeug vom Typ HLF 10 zur Verfügung. Als Sonderaufgabe ist sie für größere Havarien mit betroffenem Kulturgut in einen speziellen Einsatzplan integriert.
Der Bau der Autobahn 17 hat zu nicht geringen Veränderungen der Landschaft in und um Kaitz geführt. Bisher noch nicht wieder (bzw. nur teilweise) beseitigte Relikte des Tunnelbaus sind die so genannten „Kaitzer Alpen“, westlich der B 170 gelegene Gesteinshalden. Der Ausbau der Innsbrucker Straße im Zuge der B 170 als Zubringer zur A 17 (Anschlussstelle Dresden-Südvorstadt) umfasste mehrere Brückenbauwerke, u. a. auch eine als Hängewerk (an einem Pylon aufgehängt) ausgebildete Fußgängerbrücke, die den an der Kohlenstraße gelegenen Stadtteil Kleinpestitz mit der auf dem Kaitzer Weinberg gelegenen Meraner Straße verbindet. Der Achtbeeteweg, der Kaitz mit Coschütz verband, wurde verlegt und geht nun nur noch bis zur neugebauten Stuttgarter Straße, die die Verbindung zwischen Kaitz und Coschütz/Gittersee übernimmt. Die nach Bannewitz führende Possendorfer Straße, die schon zu DDR-Zeiten nur noch bedingt für den Autoverkehr nutzbar war, ist nun eine „Sackstraße“, die am Ortsrand von Bannewitz, unterhalb der Kurve der B 170, in einen Fußgängerweg übergeht.
Während des Jahrhunderthochwassers im August 2002 trat der Kaitzbach über die Ufer und richtete schwere Schäden an. Aus diesem Grund wurden in den folgenden Jahren Maßnahmen zum Hochwasserschutz, unter anderem die Bereinigung, Befestigung und teilweise Verlegung des Bachbettes, die Ergänzung der Uferbepflanzung sowie die Anlage von Überlaufbecken und von bepflanzten Zonen im Verlaufe des Baches, durchgeführt. Dazu gehören auch die im Zuge der neu gebauten Brücken für die Autobahn und deren Zubringer durchgeführten Baumaßnahmen zum Hochwasserschutz an Kaitzbach und Zschauke.